# Jay Tabb
Jay Tabb (ur. 21 lutego 1984 w Tooting) – irlandzki piłkarz, gracz Ipswich Town. Były reprezentant irlandzkiej młodzieżówki.
Karierę zaczynał w Brentford. W 2003 roku przebywał na wypożyczeniu w Crawley Town. Trzy lata później postanowił odejść do Coventry City, z którym związał się kontraktem do 2009 roku. W barwach nowego klubu zadebiutował 12 sierpnia 2006 roku w meczu z Cardiff, w którym to zmienił kontuzjowanego Adama Virgo. W Coventry rozegrał 95 ligowych spotkań, w których zdobył 11 bramek. W styczniu 2009 roku przeszedł do Reading.